# .bf
.bf es el dominio de nivel superior geográfico (ccTLD) para entidades del país de Burkina Faso en el África Occidental. Las inscripciones se realizan directamente en segundo nivel; los sitios gubernamentales suelen estar en el tercer nivel bajo .gov.bf
Existe desde el 29 de marzo de 1993 y es administrado por la autoridad estatal Autoritè de Règulation des Communications Electroniques (ARCE), mientras que la operación técnica la lleva a cabo la empresa de telecomunicaciones ONATEL SA, con sede en la capital Uagadugú.